# 哈洛德·马基
哈洛德·马基（英語：Harold McGee，1951年10月3日—）是一位美国作家和食品科學与烹饪的化学与历史学家，1978年毕业于耶鲁大学，导师哈羅德·布魯姆，主要作品有《食物与厨艺》（On Food and Cooking: The Science and Lore of the Kitchen，1984年初版，2004年再版）等。